# 達勒姆 (柏林)
達勒姆（德語：Dahlem，德語：[ˈdaːlɛm] ⓘ 或 [ˈdaːləm]）是德國首都柏林施泰格利茨-采伦多夫区的一个下属区，位於柏林西南部。達勒姆是柏林最富裕的地區之一，也是重要的學術研究中心。柏林自由大學就位於達勒姆。語言學圖書館是達勒姆著名的地標。